# Be–6
A Be–6 (NATO-kódja Madge) a Berijev-tervezőirodában (OKB–49) az 1940-es évek második felében kifejlesztett, teljesen fémépítésű, félhéjszerkezetű, sirályszárnyú, futóművel nem rendelkező, csillagmotorokkal ellátott, hétszemélyes, elsősorban tengeri felderítő- és járőrfeladatkörre kifejlesztett, torpedóvető és tengeralattjáró-elhárító, nagy hatótávolságú repülő csónak. Továbbfejlesztett változata a Be–12.

## Gyártás
A kínai gyártmányokat már légcsavaros gázturbinákkal szerelték.

### Monográfiák
- Az Ugolok Nyeba orosz lexikon szócikke.